# Kozákov
Der Kozákov (deutsch Kosakow) ist die höchste Erhebung des Český ráj (Böhmisches Paradies), 744 m, in Tschechien. Berühmt geworden ist der Kozákov durch die an seinen Hängen gefundenen Schmucksteine, wie Achat, Jaspis, Amethyst, Rauchquarz und Olivin. Schmucksteine vom Kozákov schmücken z. B. die St. Wenzelskapelle im Veitsdom in Prag. Die westliche Flanke des Berges steht seit 1985 auf 159 Hektar als Nationales Naturdenkmal unter Schutz.

## Lage und Umgebung
Der Kozákov befindet sich im nördlichen Teil des Böhmischen Paradieses, 9 km östlich von Turnov (Turnau). Er ist ein Teil des Ještědsko-kozákovský hřbet und bildet den höchsten Punkt des Kozákovsky hřbet. Am Fuße des Bergmassivs befinden sich im Norden die Städte Železný Brod und Semily. An den Flanken des Berges befinden sich die kleinen Dörfer Komárov und Kozákov.

## Geschichte
Seit alters her wurden am Berg schon Schmucksteine gefunden, die vor Ort in Kozákov und auch in Turnov verarbeitet werden. Ein Sprichwort aus früheren Zeiten besagt, dass der Stein, den der Hirte nach der Kuh wirft, mehr wert ist als die ganze Herde.
Die Produkte prähistorischer Steinschleiferwerkstätten, die in Höhlen am Fuß des Kozákov gearbeitet haben, finden sich im gesamten Gebiet des böhmischen Paradieses. Die Werkstätten galten seit den ersten Grabungen in den 1930er Jahren als äneolithisch. Neuere Befunde deuten auf eine mögliche Rückdatierung in die Mittelsteinzeit hin.
Im Jahr 1928 wurde durch den Klub Tschechischer Touristen (KČT) die noch heute bestehende Riegrová Chata (Rieger-Baude) eingeweiht. Schon bald musste diese Baude erweitert werden, dies geschah 1939. Im Jahre 1962 brannte die Baude aus, sie konnte danach jedoch wieder aufgebaut werden. Im Jahre 1994 wurde neben der Baude ein stählerner Aussichtsturm errichtet, welcher auch als Fernsehumsetzer und Mobilfunkstation dient.

## Aussicht
Die Aussicht vom Gipfel ist sehr umfassend, im Süden schweift der Blick über die Sandsteinfelsgebiete des Böhmischen Paradieses, im Norden begrenzt der Kamm von Iser-/Riesengebirge den Horizont. Dominanten im Blickfeld sind die Ruine der Burg Trosky sowie die schlanke Gestalt des Jeschken.

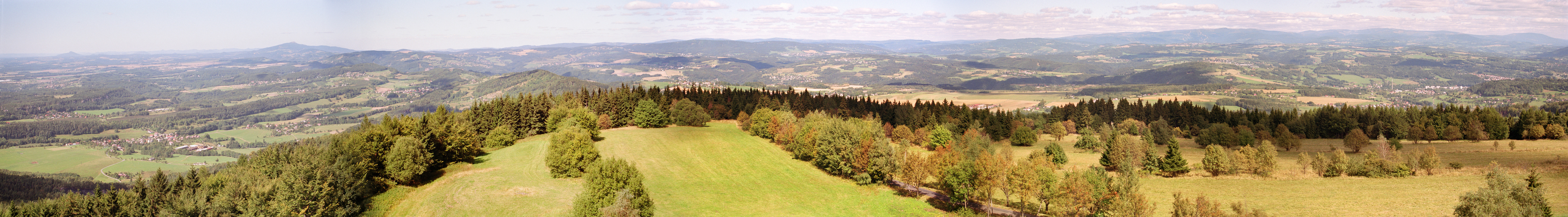
Panoramablick vom Kozákov nach Nordwesten zum Ralsko (Rollberg), Ještěd (Jeschken) und zum Riesengebirgskamm (von links nach rechts gesehen)

## Wege zum Gipfel

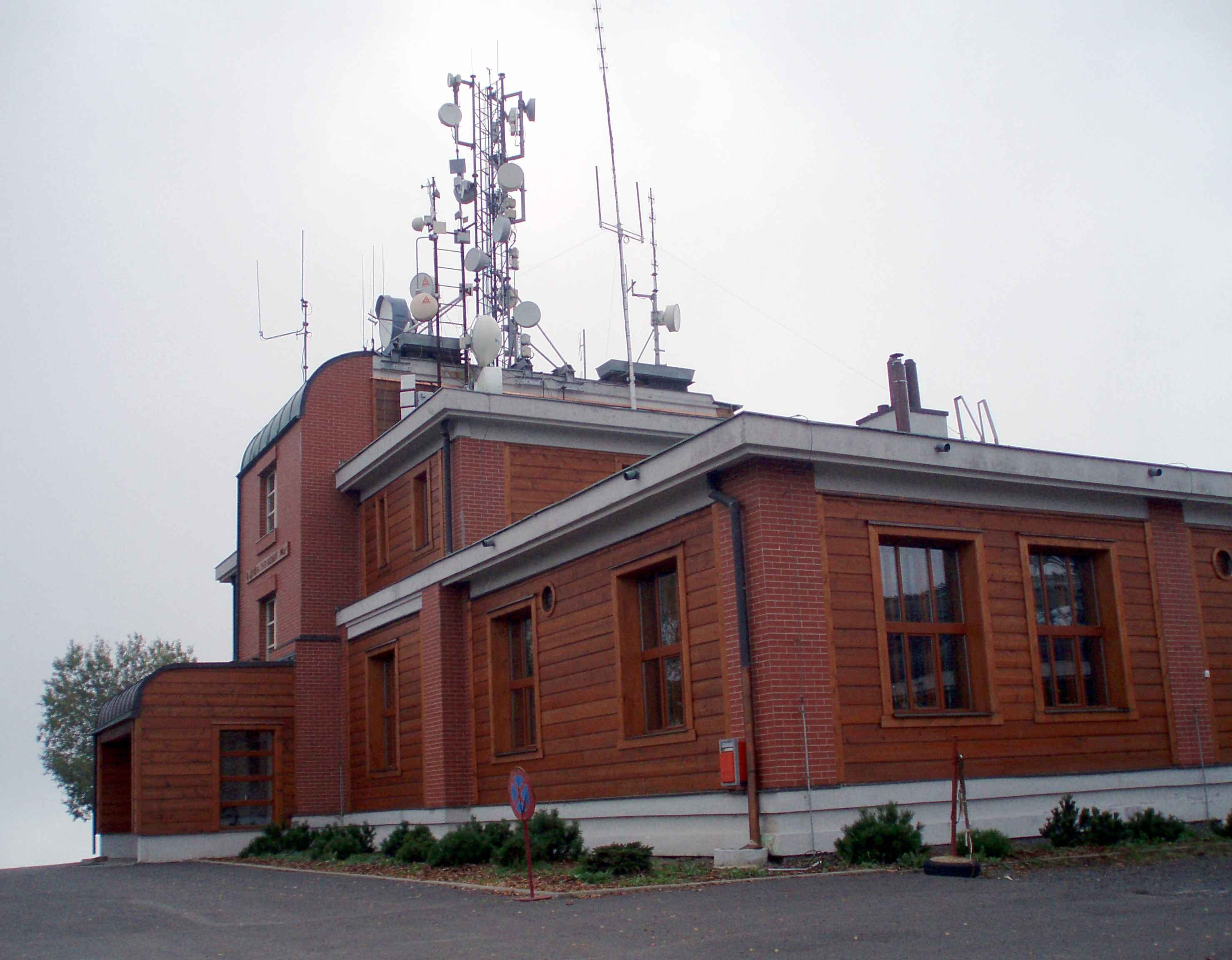
Baude auf dem Gipfel

- Eine öffentliche Straße führt über den Gipfelbereich, eine Auffahrt mit eigenem Fahrzeug ist somit möglich.
- Über den Gipfel führt der Hauptwanderweg des Böhmischen Paradieses, der Zlatá Stezka Českeho Ráje (Goldener Steig). Von Malá Skála aus führt dieser Weg aussichtsreich über den Hamštejnský hřeben (Hammsteiner Kamm) zum Gipfel.